# Хофман, Отто
О́тто Хо́фман (нем. Otto Hofmann; 16 марта 1896, Инсбрук — 31 декабря 1982, Бад-Мергентхайм) — высокопоставленный офицер СС времён Третьего рейха, начальник Главного управления СС по вопросам расы и поселения, обергруппенфюрер СС и генерал полиции (21 июня 1943 года), генерал войск СС (1 июля 1944 года).

## Биография
Отто Хофман родился 16 марта 1896 года в семье торговца вином в Инсбруке. В восьмилетнем возрасте с матерью переехал в Германию.
Отучившись в средней школе до шестого класса, с 23 августа 1914 года с началом Первой мировой войны отправился добровольцем в Баварскую королевскую армию, где служил в 9-м полку полевой артиллерии. Полк, размещавшийся в районе Ландсберг-на-Лехе, был первым направлен во Францию, а затем на укрепление Восточного фронта в район Карпат. В марте 1917 года получил повышение до лейтенанта, после прохождения подготовки пилотов, служил офицером связи и воздушным наблюдателем в Австрийской армии. Во время июньского наступления на Восточном фронте (на территории Румынии) его самолёт был обстрелян пилотом, Отто был ранен и попал в плен. Оправившись от ранения за 5 недель, он смог бежать из плена на территорию Германии, где вновь примкнул к составу Баварской армии. К концу войны его мундир украшали железные кресты 1-го и 2-го классов и многие другие баварские медали. С апреля по сентябрь 1919 года служил офицером артиллерии во фрайкоре.
С окончанием войны решил вернуться к семейному делу и в период с 1920 по 1925 года работал на винном складе, потом — независимым поставщиком винной отрасли.

## Карьера в СС
В апреле 1923 года Хофманн вступил в НСДАП. После запрещения партии и восстановления, в августе 1929 года подтверждает членство (билет № 145 729), а в апреле 1931 года вступает в СС (№ 7646).
С 17 декабря 1931 года получил звание унтерштурмфюрера СС, совмещая работу в СС с торговлей вином. 9 сентября 1932 года повышен до гауптштурмфюрера СС, а с апреля 1933 года стал работать на полную ставку в управлении СС «Юг». 30 января следующего года повышен до штурмбаннфюрера. С 1935 года оберфюрер. На протяжении этих лет возглавлял управления СС в Магдебурге и Гамбурге.
С 1 января 1937 года Отто Хофман переведён в Берлин, где 1 сентября 1939 года попал в состав Главного управления СС по вопросам рас и поселений, а уже 10 сентября становится бригадефюрером. 20 апреля 1940 года повышен до группенфюрера. С июля 1940 по апрель 1943 года был начальником Главного управления СС по вопросам расы и поселения. В этой должности он принимал активное участие в германизации территории Польши и Советского Союза. Отто Хофман нёс ответственность за расовые преступления, за массовое переселение коренного населения с оккупированных территорий и заселение их немцами при помощи органов СС.
Принимал участие в Ванзейской конференции 20 января 1942 года, на которой было принято так называемое «окончательное решение еврейского вопроса», которое сам Хофман характеризовал как стерилизацию рас.
13 марта 1943 года по приказу Гиммлера Отто Хофману вынесено почётное увольнение, поэтому к апрелю он ушёл с поста начальника Главного управления СС по вопросам расы и поселения и направился в Штутгарт в качестве старшего офицера СС и полиции, командующего управлением СС «Юго-запад».
4 июня 1944 года награждён Золотым партийным знаком НСДАП.

## Суд
Отто Хофман сдался в плен к американцам и предстал перед военным трибуналом в Нюрнберге по делу о расовых преступлениях. 10 марта 1948 года был приговорен к 25 годам тюремного заключения.
7 апреля 1954 года был помилован и освобожден из Ландсбергской тюрьмы. После этого отправился в Вюртемберг, где снова вернулся к торговле.

## Награды
- Железный крест 2-го класса (декабрь 1916)
- Железный крест 1-го класса (18.11.1918)
- Знак летчика-наблюдателя Баварской королевской армии (январь 1919)
- Почётный крест ветерана войны
- Шеврон старого бойца
- Крест военных заслуг 1-й степени с мечами
- Крест военных заслуг 2-й степени с мечами
- Золотой партийный знак НСДАП
- Медаль За выслугу лет в НСДАП в бронзе и серебре
- Медаль «За выслугу лет в CC»
- Кольцо «Мёртвая голова»
- Почётная шпага рейхсфюрера СС